# باتريشيا هيلي
باتريشيا هيلي (بالإنجليزية: Patricia Healy)‏ هي ممثلة أمريكية، ولدت في 21 فبراير 1959 في القاهرة في مصر.

## وصلات خارجية
- باتريشيا هيلي على موقع IMDb (الإنجليزية)
- باتريشيا هيلي على موقع ألو سيني (الفرنسية)
- باتريشيا هيلي على موقع أول موفي (الإنجليزية)
- باتريشيا هيلي على موقع قاعدة بيانات الأفلام السويدية (السويدية)
- باتريشيا هيلي على موقع قاعدة بيانات الفيلم (الإنجليزية)
- باتريشيا هيلي على موقع كينوبويسك (الروسية)